# Separatismo negro
El separatismo negro es un movimiento social y político etnonacionalista que busca un desarrollo económico y cultural separado para los afrodescendientes en las sociedades, particularmente en los Estados Unidos. El separatismo negro es una subcategoría del nacionalismo negro, derivado de la idea de solidaridad racial, y también implica que los negros deben organizarse sobre la base de su experiencia común de opresión como resultado de su raza, cultura y herencia africana. El movimiento afirma que los negros y los blancos deberían formar idealmente dos naciones independientes. Además, los separatistas negros a menudo buscan su patria cultural original. Los separatistas negros generalmente piensan que los negros se ven obstaculizados en su avance en una sociedad dominada por una mayoría blanca.

## Relación con el nacionalismo negro
Hay similitudes entre el nacionalismo negro y el separatismo negro. Ambos abogan por los derechos de las personas negras, pero hay algunas diferencias entre ellos. Todos los separatistas negros son nacionalistas negros, pero no todos los nacionalistas negros son separatistas negros. Los separatistas negros creen que los negros deberían estar físicamente separados de otras razas, principalmente los blancos; los separatistas negros querrían una nación separada para los negros. Esto es ligeramente diferente de los nacionalistas negros porque los nacionalistas negros no siempre creen en una separación física de los negros. De alguna forma, los nacionalistas negros creen en la separación, pero no en la separación física. Los nacionalistas negros se centran más en el orgullo negro, la justicia y la identidad. Su creencia es que los negros deben estar orgullosos de su propia piel, herencia y belleza. También creen que debería haber justicia para los negros, especialmente en los Estados Unidos. Ejemplos de organizaciones nacionalistas negras incluyen la Nación del Islam y el Nuevo Partido Pantera Negra.

## Conceptos
En su discusión sobre el nacionalismo negro a fines del siglo XIX y principios del siglo XX, el historiador Wilson Jeremiah Moses observa que «el separatismo negro o autocontención, que en su forma extrema abogaba por la separación física perpetua de las razas, generalmente se refería solo a un 'simple separatismo institucional', o el deseo de ver a los negros haciendo esfuerzos independientes para sostenerse en un ambiente hostil probado».
Los académicos Talmadge Anderson y James Stewart hacen una distinción adicional entre la «versión clásica del separatismo negro defendida por Booker T. Washington» y la «ideología separatista moderna». Observan que el «consejo acomodaticista de Washington» a fines del siglo XIX «era que los negros no se preocuparan por la igualdad social, intelectual y profesional con los blancos». Por el contrario, observan que «los separatistas contemporáneos exhortan a los negros no solo a igualar a los blancos sino a superarlos como tributo y redención de su herencia africana». Anderson y Stewart agregan, además, que en general «el separatismo negro moderno es difícil de definir debido a su similitud con el nacionalismo negro».
De hecho, los objetivos específicos del separatismo negro fueron históricamente cambiantes y también variaron de un grupo a otro. Martin Delany en el siglo XIX y Marcus Garvey en la década de 1920 del siglo XX llamaron abiertamente a los afroestadounidenses a regresar a África, mudándose a Liberia. Benjamin "Pap" Singleton buscó formar colonias separatistas en el oeste de Estados Unidos. La Nación del Islam llama a la creación y sublevación de Estados negros en suelo estadounidense. Más puntos de vista de la corriente principal dentro del separatismo negro sostienen que las personas negras serían mejor atendidas por escuelas y negocios exclusivos para negros, así como por políticos y policías negros locales.

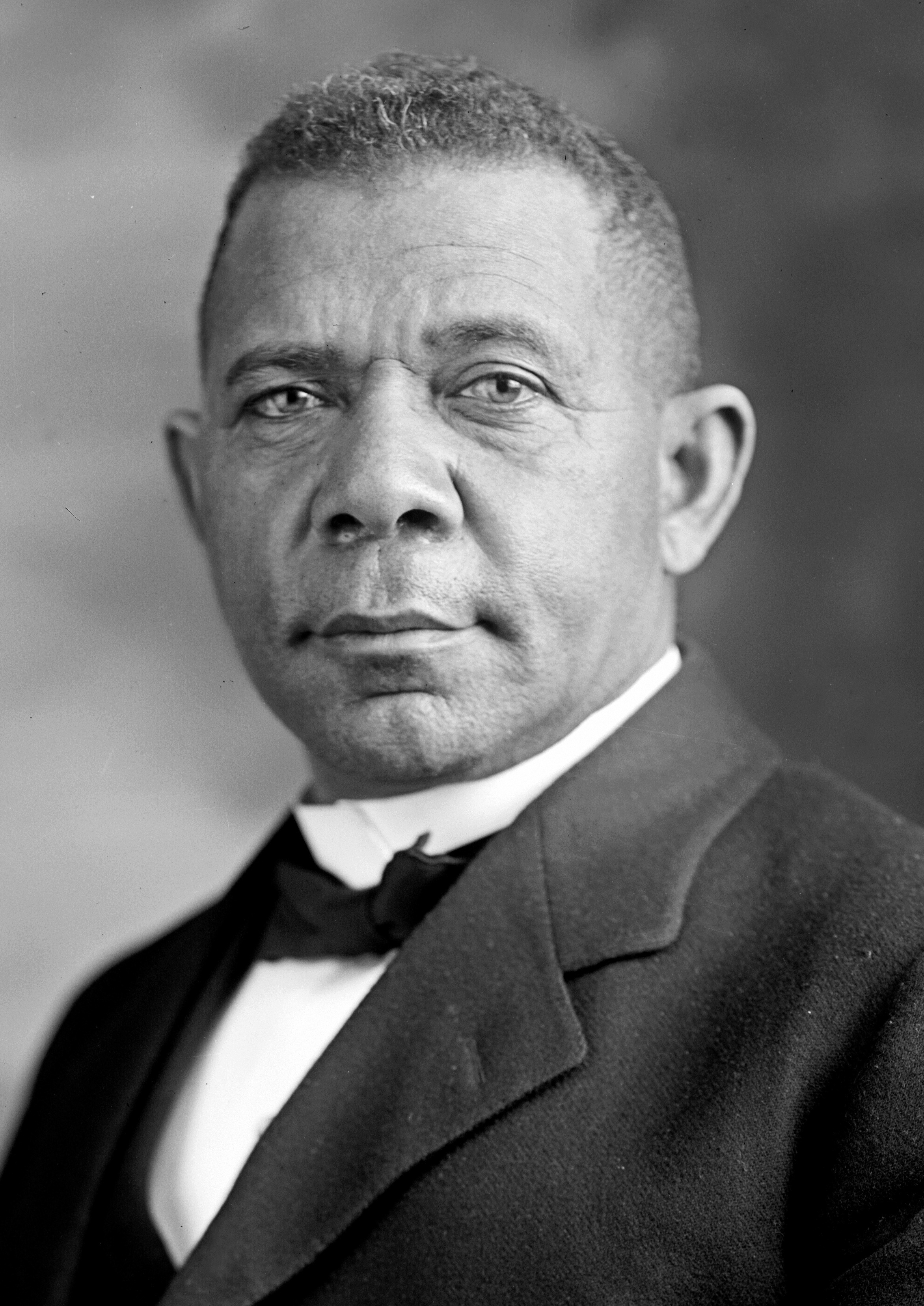
Booker T. Washington
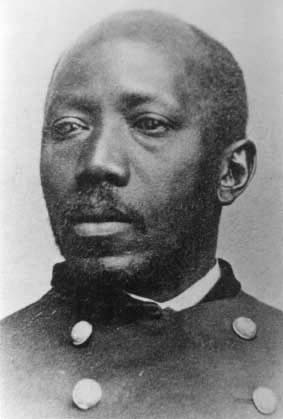
Martin Delany
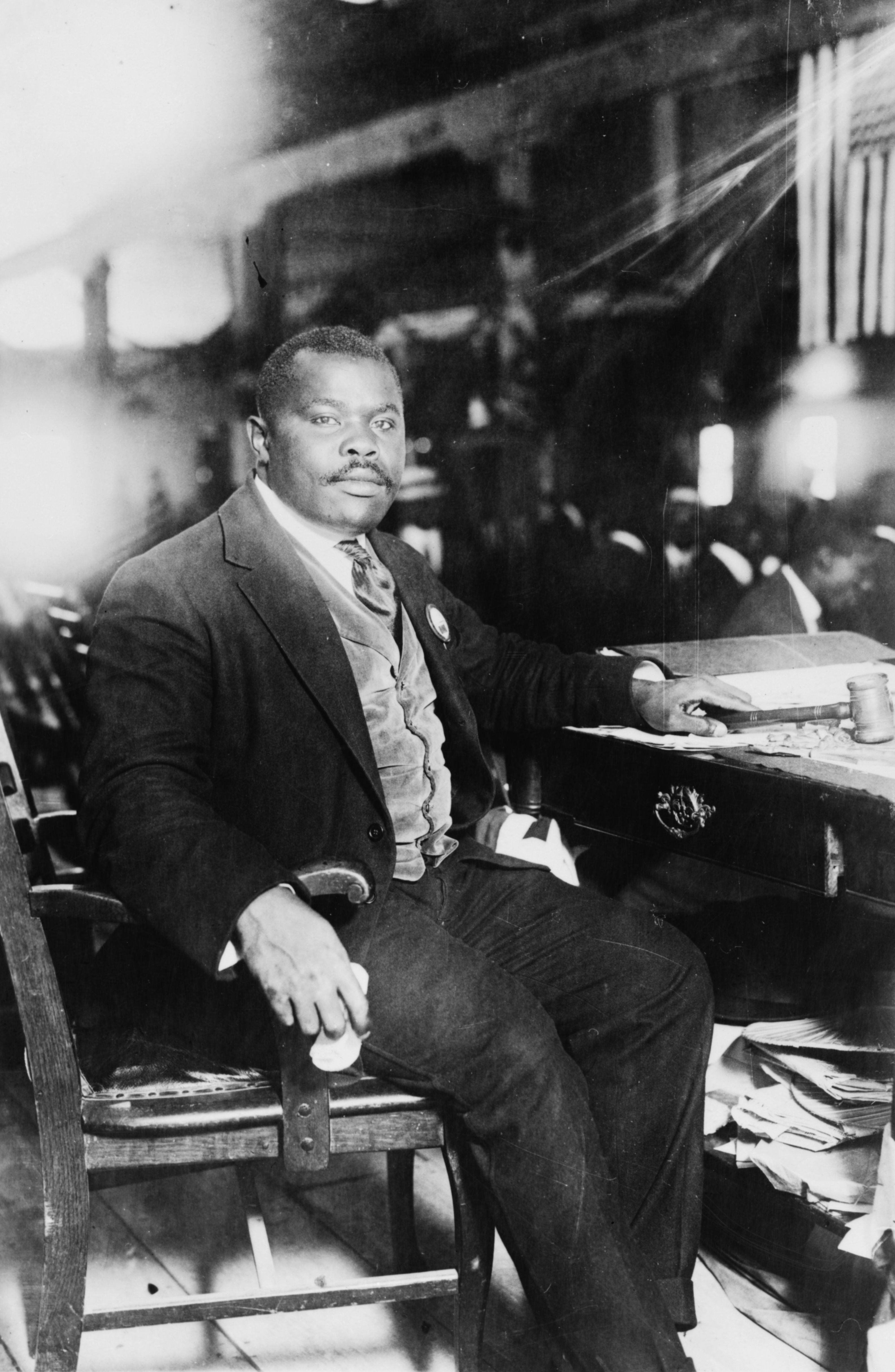
Marcus Garvey
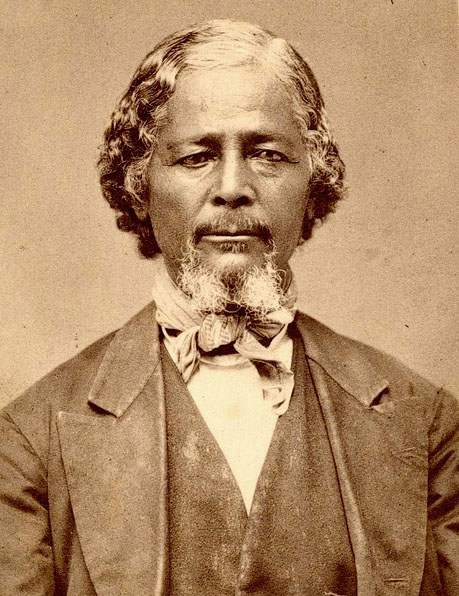
Benjamin "Pap" Singleton
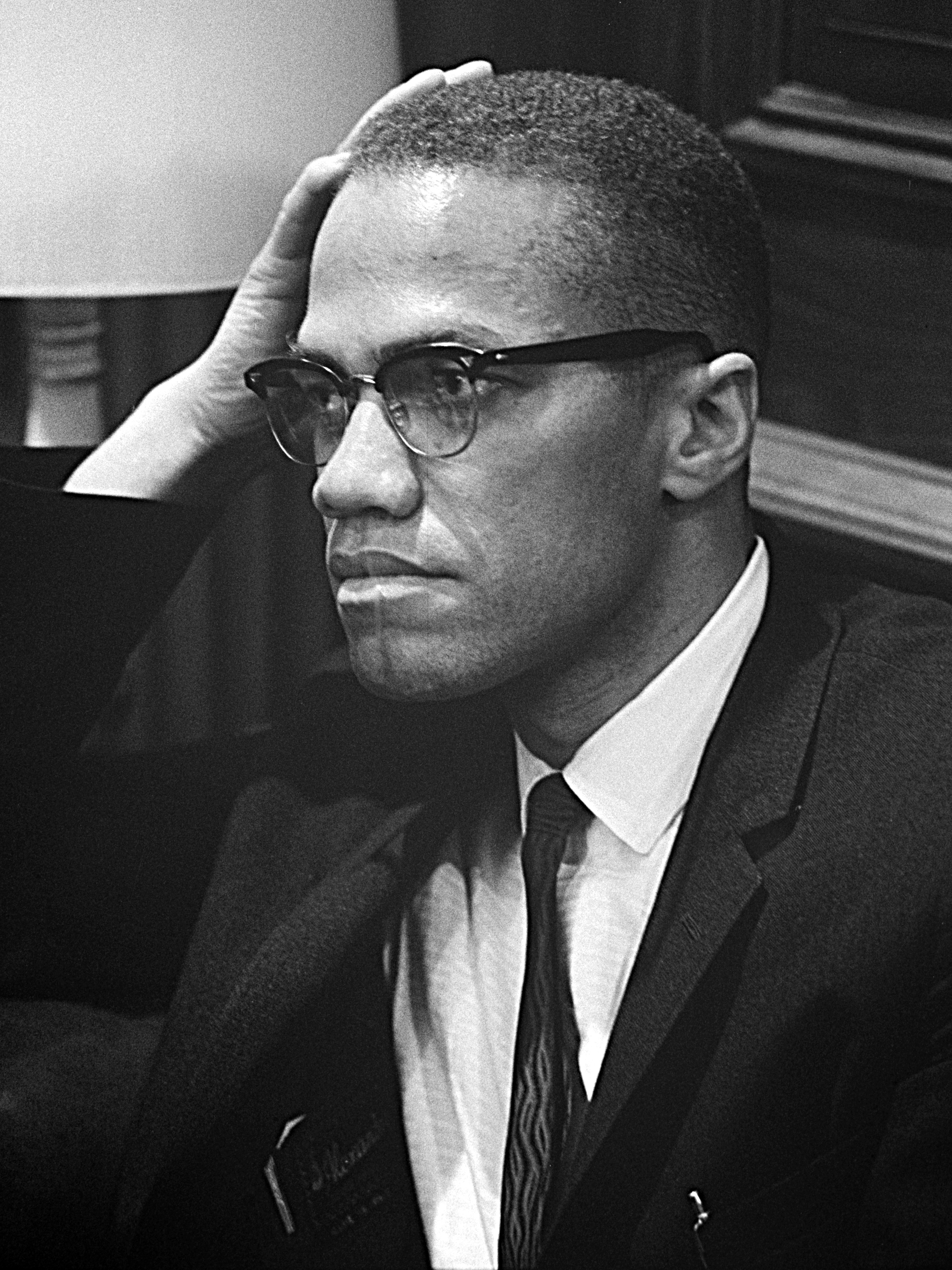
Malcolm X